# Гуго Штрель
Гуго Штрель (нім. Hugo Strehl; 5 жовтня 1921, Мюнхен — 3 квітня 1982) — німецький офіцер-підводник, оберлейтенант-цур-зее крігсмаріне.

## Біографія
1 грудня 1939 року вступив на флот. З червня 1941 року служив в 5-й флотилії мінних тральщиків. З 30 серпня 1943 по 29 січня 1944 року пройшов курс підводника. З січня 1944 року — вахтовий офіцер при 23-й флотилії. 16-30 квітня 1944 року пройшов курс позиціонування (радіовимірювання), з 1 травня по 9 червня — курс командира човна. З 10 червня 1944 року — офіцер роти командного пункту підводних човнів у Фленсбурзі, одночасно вивчав конструкцію підводного човна U-2539. З грудня 1944 по березень 1945 року проходив командирську практику на U-3507. З 20 березня по 5 травня 1945 року — командир U-351. В травні був взятий в полон британськими військами.

## Звання
- Кандидат в офіцери (1 грудня 1939)
- Морський кадет (1 травня 1940)
- Фенріх-цур-зее (1 листопада 1940)
- Оберфенріх-цур-зее (1 листопада 1941)
- Лейтенант-цур-зее (1 квітня 1942)
- Оберлейтенант-цур-зее (1 грудня 1943)

## Нагороди
- Нагрудний знак мінних тральщиків (1941)
- Залізний хрест 2-го класу (1942)